# Гердон, Джон
Сэр Джон Ге́рдон (Гёрдон; англ. Sir John Gurdon; род. 1933) — британский биолог, лауреат нобелевской премии по медицине за 2012 год (совместно с японским учёным Синъей Яманака) «за работы в области биологии развития и получения индуцированных стволовых клеток».
Член Лондонского королевского общества (1971), иностранный член Национальной академии наук США (1980), Французской академии наук (1989).

## Биография
Джон Гердон родился 2 октября 1933 года в Великобритании. После обучения в Итонском колледже он поступил в колледж Крайст-Чёрч Оксфордского университета, где вначале изучал антиковедение, но впоследствии переключился на зоологию. Его диссертация на соискание степени PhD была посвящена трансплантации ядер клеток шпорцевых лягушек. Научную деятельность Гердон продолжил в Калифорнийском технологическом институте. В 1962—1971 годах он работал на кафедре зоологии Оксфордского университета. В 1971—1983 годах Гердон работал в Лаборатории молекулярной биологии Кембриджского университета. С 1983 года по настоящее время он является сотрудником кафедры зоологии Кембриджского университета. В 1989 году Гердон основал в Кембридже институт клеточной биологии и онкологии и до 2001 года занимал должность его руководителя. В 1991—1995 годах он был членом Наффилдского совета по биоэтике. В 1994—2002 годах Гердон являлся магистром колледжа Магдалены Кембриджского университета.

## Исследовательская работа

### Трансплантация ядер
В 1958 году Гердон, работавший в то время в Оксфордском университете, провёл успешное клонирование лягушки с использованием интактных клеточных ядер головастиков. Эта работа стала важным развитием проведённого Бриггсом и Кингом в 1952 году исследования трансплантации ядер в клетках бластул.
Результаты экспериментов Гердона привлекли внимание научного сообщества, а разработанные им методы используются по сей день. В 1963 году британский биолог Джон Холдейн, описывая результаты исследований Гердона, стал одним из первых, кто применил термин «клон» по отношению к животным.

### Экспрессия мРНК
Гёрдон стал одним из первых, кто использовал яйцеклетки и ооциты шпорцевых лягушек в трансляции мРНК.

### Последние исследования
Последние исследования, проводимые Гердоном, посвящены анализу межклеточных сигнальных факторов, задействованных в дифференцировке клеток, и толкованию механизмов перепрограммирования ядер в экспериментах по трансплантации, включая деметилирование трансплантированной ДНК.

## Признание и награды
В 1995 году Гердон был возведён в рыцарское достоинство. В 2004 году институт клеточной биологии и онкологии, находящийся под патронатом организаций Wellcome Trust и Cancer Research UK, был переименован в Гердонский институт.
В число полученных наград входят:
- Премия Пауля Эрлиха и Людвига Дармштедтера (1977)
- Королевская медаль (1985)
- Международная премия по биологии (1987)
- Премия Вольфа (1989)
- Медаль Копли (2003)
- Премия Розенстила (2009)
- Премия Альберта Ласкера за фундаментальные медицинские исследования (2009)
- Нобелевская премия (2012).

### Нобелевская Премия
В 2012 году Джон Гердон был удостоен, совместно с Синъя Яманака,  Нобелевской премии по физиологии или медицине "за открытие того, что зрелые клетки могут быть перепрограммированы в  Плюрипотентные". Его Нобелевская лекция называлась "Яйцо и ядро: битва за превосходство".

## Общественная деятельность
В 2016 году подписал письмо с призывом к Greenpeace, Организации Объединенных Наций и правительствам всего мира прекратить борьбу с генетически модифицированными организмами (ГМО).